# La Rose de Saint-Flour
Personnages
- Pierrette
- Marcachu
- Chapailloux

La Rose de Saint-Flour est une opérette en un acte de Jacques Offenbach, livret de Michel Carré, créée au théâtre des Bouffes-Parisiens le 12 juin 1856.

## Argument
Pierrette a cassé sa marmite et décide d'en emprunter une en allant à l'épicerie. En chemin, elle médite sur ses deux admirateurs, le cordonnier Chapailloux et le chaudronnier Marcachu. Comme c'est la fête de la Saint-Pierre ce soir et que l'on va danser toute la nuit, elle aspire à une nouvelle paire de chaussures à paillettes et une nouvelle marmite incassable.
Marcachu apporte en témoignage de son amour une nouvelle marmite pour Pierrette, l'accrochant à la cheminée avec dedans un bouquet de fleurs. Chapailloux suit et dépose son présent, des chaussures, sur la table.
Pierrette revient et découvre la marmite. Elle prépare avec Marcachu une soupe dans laquelle vont de manière inattendue se retrouver les fleurs, des cierges et un des souliers de Chapailloux. Chapailloux arrive et s'étonne de ne trouver qu'un seul soulier sur la table. Alors qu'il s'apprête à se battre avec Marcachu, Pierrette les sépare et tous se mettent à table. Le soulier ayant été découvert, Pierrette annonce qu'elle n'épousera jamais un homme qui met des souliers dans la soupe et Marcachu, furieux, quitte la pièce.
Pierrette se décide donc pour Chapailloux à qui elle donne la main. Sur ce, Marcachu revient pour s'excuser et tous se réconcilient en dansant.

## Distribution lors de la création
| Rôle        | Typologie vocale | Création le 12 juin 1856 (Chef d'orchestre : Jacques Offenbach) |
| ----------- | ---------------- | --------------------------------------------------------------- |
| Pierrette   | soprano          | Hortense Schneider                                              |
| Chapailloux | baryton          | Charles Petit                                                   |
| Marcachu    | ténor            | Étienne Pradeau                                                 |

## Numéros musicaux
1. Ouverture
2. Couplets « Entre les deux amours » (Pierrette)
3. Air « Chette marmite neuve mamjel est une preuve » (Marcachu)
4. Récit et couplets « Pour les p'tits pieds de chelle que j'aime » (Chapailloux)
5. Grand duo « Eh! farceur » (Pierrette, Marcachu)
6. Duetto « Monsieur de Marcachu » (Marcachu, Chapailloux)
7. Trio  « Ah! comm' nous nous amujames » et couplets « C'était la noche de Thomas » (Tous)
8. Trio « Je vous épouse » et Final « Ah! comm' nous nous amujames » (Tous)

## Discographie
- disque vinyle Charpaillouw François Salez Marcachu Jean Kriff Pierette Françoise Bidault Bourg Records BG 2016

## Source
- (en) Cet article est partiellement ou en totalité issu de l’article de Wikipédia en anglais intitulé « La rose de Saint-Flour » (voir la liste des auteurs).